# Caloparyphus flaviventris
Caloparyphus flaviventris är en tvåvingeart som först beskrevs av James 1936.  Caloparyphus flaviventris ingår i släktet Caloparyphus och familjen vapenflugor. Inga underarter finns listade i Catalogue of Life.